# Astragalus babensis
Astragalus babensis es una especie de planta herbácea perteneciente a la familia de las leguminosas. Es originaria del Asia.
Es una planta herbácea perennifolia originaria de Afganistán.

## Taxonomía
Astragalus babensis fue descrita por Sirj. & Rech.f. y publicado en Biologiske Skrifter 9(3): 84. 1958.
Etimología
Astragalus: nombre genérico derivado del griego clásico άστράγαλος y luego del Latín astrăgălus aplicado ya en la antigüedad, entre otras cosas, a algunas plantas de la familia Fabaceae, debido a la forma cúbica de sus semillas parecidas a un hueso del pie.
babensis: epíteto
Sinonimia
- Astragalus stipitatus subsp. stipitatus
- Astragalus massagetovii B.Fedtsch.
- Astragalus neostipitatus Kitam.